# زلزال غراند بانكس 1929
زلزال غراند بانكس 1929 هو زلزالٌ وقعَ في غراند بانكس في كندا بتاريخ 18 نوفمبر 1929.